# San Diego Football Club
O San Diego Football Club, conhecido como San Diego FC, é um clube de futebol profissional com sede em San Diego, Califórnia. O clube compete na Major League Soccer (MLS), como membro da Conferência Oeste.
Entrou como um time de expansão em 2025. A equipe jogará no Snapdragon Stadium, local multiuso construído em 2022.

## História

### Futebol da primeira divisão em San Diego
O primeiro time de futebol profissional de San Diego foi o San Diego Toros, um time da North American Soccer League (NASL) que se mudou de Los Angeles em 1968 e jogou uma única temporada. Um segundo time NASL, o San Diego Jaws, foi fundado em 1976 a partir do antigo Baltimore Comets e jogou um ano antes de se mudar para Las Vegas; a franquia retornou em 1978 e foi renomeada para Sockers, jogando partidas ao ar livre no Jack Murphy Stadium, que foi compartilhado com o San Diego Chargers da National Football League (NFL) e o San Diego Padres da Major League Baseball (MLB). Os Sockers tiveram um público fraco, mas sobreviveram ao encerramento da NASL transferindo-se para a Major Indoor Soccer League, onde venceram oito campeonatos em nove temporadas. A equipe mudou-se para a Continental Indoor Soccer League em 1993 e desistiu em 1997; o nome foi posteriormente revivido para um segundo time indoor de 2001 a 2004 e um terceiro time indoor que começou a jogar em 2009. Outros times outdoor, incluindo o San Diego Flash e o San Diego 1904 FC, jogaram por curtos períodos nas divisões inferiores do futebol americano nas décadas de 2000 e 2010 antes de desistir.

### Pré MLS

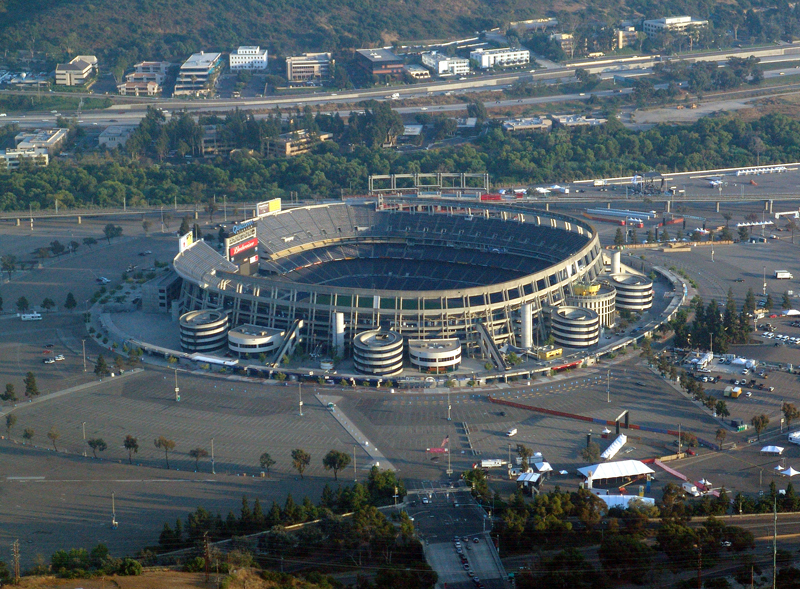
Qualcomm Stadium sediou o MLS All-Star Game de 1999 e foi um fator em várias propostas de expansão de San Diego.

Durante a formação da Major League Soccer (MLS) em meados da década de 1990, San Diego não estava entre as cidades dos Estados Unidos que apresentaram formalmente uma candidatura para um time na temporada inaugural, mas manifestou interesse e realizou diversas reuniões com a liga. O comissário da MLS, Doug Logan, descreveu San Diego como um "principal candidato" para um time de expansão, mas a falta de um estádio adequado para acomodar o futebol na cidade era um "grande obstáculo"; na época, o Jack Murphy Stadium era compartilhado com os Padres e tinha capacidade maior do que o desejado pela liga. O renovado Jack Murphy Stadium (renomeado para Qualcomm Stadium) sediou vários jogos de exibição, bem como o MLS All-Star Game de 1999, que atraiu 23.277 espectadores; foi o único jogo do MLS All-Star a ser jogado fora de um mercado ativo ou futuro da MLS.
Após a aprovação dos planos para construir um estádio no centro da cidade para os Padres, o comitê de expansão da MLS expressou seu apoio a um time em potencial jogando no Qualcomm Stadium – seja permanentemente ou até que um estádio específico para futebol fosse construído. O mercado de San Diego foi considerado para o Chivas USA, time de expansão da MLS que mais tarde serviu como time reserva do Guadalajara da Liga MX. Em vez disso, a equipe optou por compartilhar sua sede com o LA Galaxy em Carson, Califórnia, e jogou por dez temporadas antes de desistir por baixo comparecimento e problemas de propriedade. A liga continuou a listar San Diego como potencial candidato à expansão e negociou com vários grupos de investidores interessados, mas a falta de um estádio adequado impediu uma análise mais aprofundada. O Balboa Stadium, casa dos Chargers e Jaws na década de 1960, também foi mencionado como um local potencial para um estádio menor construído para um time da MLS.
Um novo time do outro lado da fronteira mexicana, o Club Tijuana (apelidado de Xolos), foi fundado em 2007 e promovido à Liga MX em 2011. A equipe atraiu o apoio de torcedores em San Diego - cerca de 32 km ao norte de seu estádio - e disputou várias partidas de exibição na área em vários locais, incluindo o Qualcomm Stadium e o Petco Park dos Padres. San Diego também continuou sendo um dos principais mercados de visualização dos Estados Unidos para transmissões televisivas da Copa do Mundo FIFA, Premier League e outras competições de futebol no exterior. A área também produziu vários jogadores proeminentes para as seleções masculina e feminina dos Estados Unidos.
O San Diego Chargers anunciou planos de se mudar para a área de Los Angeles em 2015, enquanto também buscava um novo estádio no centro de San Diego, que exigia a aprovação dos eleitores, mas foi rejeitado. A saída do time foi oficializada no início de 2017 e abriu uma oportunidade para uma nova oferta de expansão da MLS a ser liderada pelo empresário Mike Stone com vários outros investidores, incluindo o proprietário do Padres, Peter Seidler, e o ex-jogador de futebol Landon Donovan. Uma oferta separada do ex-proprietário dos Padres, John Moores - que demonstrou interesse em um time da MLS na década de 1990 - e um time não especificado da Premier League foi retirada um ano antes. A oferta de Stone propôs uma reconstrução do local do Qualcomm Stadium chamado "SoccerCity", que incluiria um desenvolvimento de uso misto e um parque ao redor de um estádio compartilhado com as equipes atléticas da Universidade Estadual de San Diego (SDSU), conhecidas como Aztecs. O estádio teria capacidade para 20.000 a 32.000 espectadores e custaria 200 milhões de dólares para ser construído. Uma proposta separada da SDSU, denominada SDSU West, foi anunciada e colocada na mesma votação de novembro de 2018; SoccerCity foi derrotado com 30% dos votos, enquanto SDSU West obteve 55% de aprovação.
Um time da segunda divisão, o San Diego Loyal Soccer Club, foi fundado por Warren Smith e Landon Donovan em 2019 e começou a jogar no ano seguinte no USL Championship no Torero Stadium. A equipe também demonstrou interesse em lançar uma expansão da MLS com outros parceiros, mas não participou de nenhuma licitação posterior. O estádio SDSU West, denominado de Snapdragon Stadium, foi inaugurado em 2022 e se tornou a casa do San Diego Wave FC, um time de expansão da National Women's Soccer League (NWSL) que se mudou do Torero Stadium. A equipe estabeleceu vários recordes de público no futebol feminino dos Estados Unidos. em sua primeira temporada e atraiu 32.000 torcedores no novo Snapdragon Stadium. Vários grupos de investidores também abordaram a SDSU para lançar uma equipe de expansão da MLS que jogaria no Snapdragon Stadium com concessões financeiras solicitadas pela liga. Uma proposta separada para construir um bairro residencial e hoteleiro de uso misto no subúrbio de Chula Vista com um estádio específico para futebol foi anunciada em abril de 2023 pelo Petra Development Group e investidores externos.

### Oferta de Mansour-Sycuan

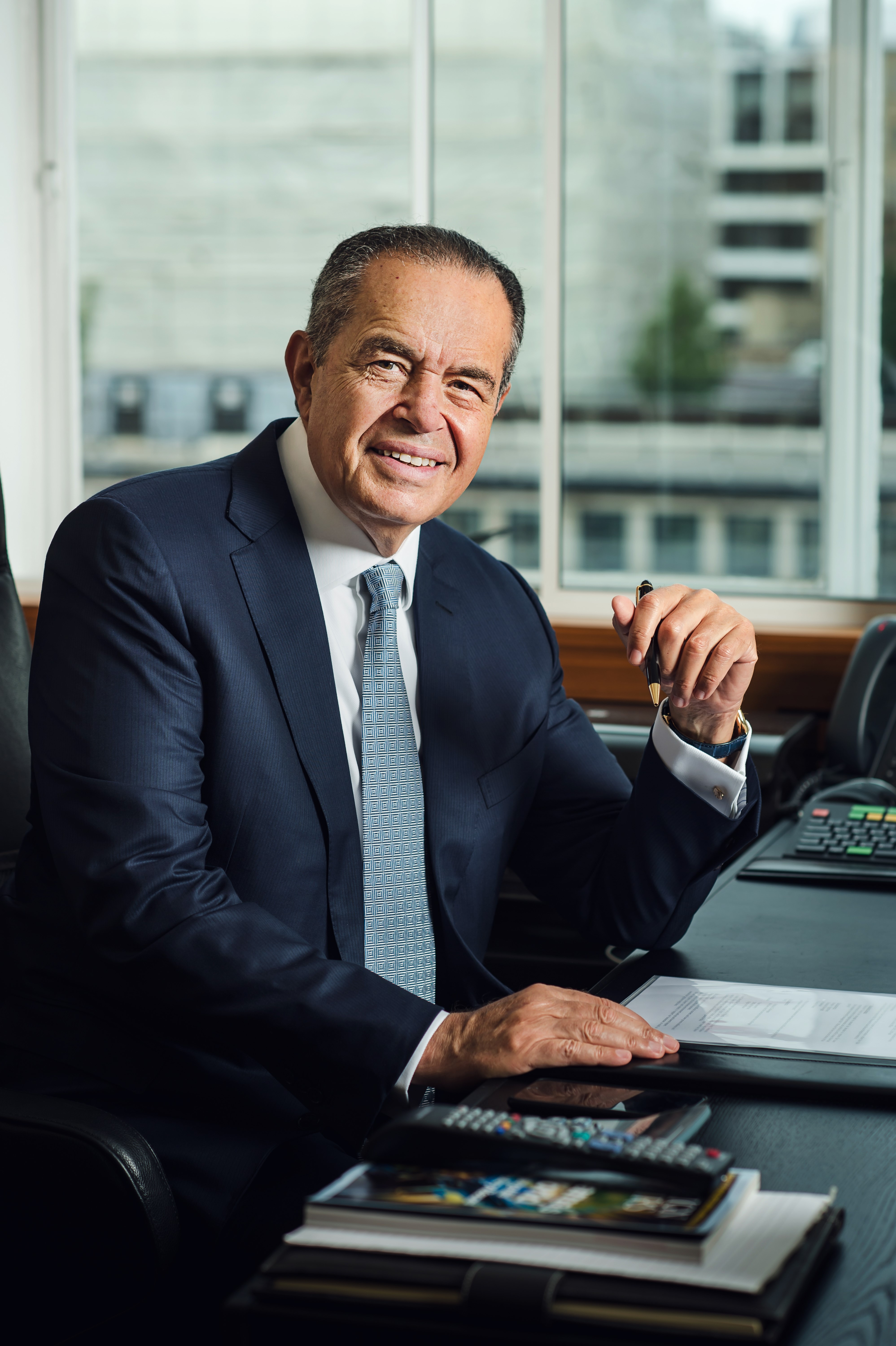
Mohamed Mansour juntou-se à Sycuan Band of the Kumeyaay Nation para concorrer a uma equipe de expansão da MLS em 2022

A Sycuan Band of the Kumeyaay Nation, uma tribo nativa americana reconhecida federalmente e operadora de locais de entretenimento locais, começou a procurar oportunidades para investir na propriedade de esportes em dezembro de 2020. A tribo fez parceria com o desenvolvedor Brad Termini para concorrer a uma equipe de expansão da MLS no ano seguinte e procurou um grande parceiro financeiro com a ajuda da liga. A Tribo Sycuan contatou o Grupo Mansour, liderado pelo empresário Mohamed Mansour, que aderiu à licitação no final de 2022. Em outubro de 2022, o San Diego Union-Tribune informou que a equipe proposta exigiria um acordo com a SDSU para usar o Snapdragon Stadium. San Diego competiu com propostas de Las Vegas, que já havia sido descrito como o "favorito" para se tornar o 30º time da MLS; a primeira oferta de Las Vegas, liderada por Wes Edens e Nassef Sawiris, co-proprietários do  Aston Villa na Premier League, incluiu um estádio coberto conceitual.
Em 18 de maio de 2023, em um evento do Snapdragon Stadium, a MLS anunciou que a equipe de expansão havia sido concedida a San Diego e seria propriedade de Mansour e da Tribo Sycuan. O grupo proprietário pagou uma taxa de expansão de US$ 500 milhões, de acordo com relatos da mídia. Em apenas um dia, um total de 5.000 ingressos para a temporada foram vendidos. O nome do time, San Diego Football Club, e as cores foram revelados em um evento no dia 20 de outubro. O San Diego FC está programado para começar a jogar em 2025, dando ao estado da Califórnia quatro clubes na MLS. O primeiro jogador do time, o ex-goleiro do Loyal SC, Duran Ferree, foi contratado em dezembro de 2023 e emprestado ao Orange County para a temporada de 2024.
O San Diego FC anunciou uma parceria de cinco anos com o Club Tijuana em maio de 2024, que incluirá um amistoso anual entre as duas equipes, sediado em San Diego. É a primeira parceria desse tipo entre clubes individuais da MLS e da Liga MX. A equipe assinou seu primeiro jogador designado, o mexicano e atacante Hirving "Chucky" Lozano, do PSV Eindhoven, por um contrato de quatro anos em junho. Lozano permanecerá no PSV até o primeiro estágio do San Diego FC, em janeiro de 2025.
No dia 16 de setembro de 2024, o San Diego FC anunciou seu primeiro treinador, o norte-americano Mikey Varas, que estava como interino na Seleção de Futebol dos Estados Unidos.
O clube selecionou cinco jogadores durante o draft de expansão da Major League Soccer de 2024, que aconteceu no shopping Mission Valley em 11 de dezembro de 2024. Três dos jogadores foram contratados pelo clube, enquanto duas seleções foram negociadas com outros times da MLS. A primeira partida da história do time será disputada no dia 23 de fevereiro de 2025, no Dignity Health Sports Park, em Los Angeles, contra o atual campeão da MLS Cup, o Los Angeles Galaxy. Já a primeira partida em casa do San Diego, no Snapdragon Stadium, está marcada para 1º de março, contra o St. Louis City.

### Primeira temporada
A primeira partida da equipe foi em 23 de fevereiro de 2025, no Dignity Health Sports Park, contra o atual campeão da MLS Cup, o LA Galaxy. O San Diego venceu por 2 a 0 com dois gols de Anders Dreyer; estima-se que 1.000 torcedores viajaram para Los Angeles para apoiar o time. A primeira partida em casa, no Snapdragon Stadium, foi em 1º de março de 2025, contra o St. Louis City SC; um empate por 0 a 0 diante de 34.506 torcedores, marcou o maior público para um evento esportivo na história do estádio. No entanto, a partida foi marcada por episódios do cântico homofóbico "puto" durante todo o jogo, levando a uma campanha conjunta do clube e do San Diego Independent Supporters Union para impedir o canto em futuros jogos em casa – adotando a frase "aqui não".

## Identidade
O brasão do time é composto por um escudo nas cores oficiais do clube - cromo e azul - rodeado por uma faixa gradiente de azul, vermelho, laranja e amarelo. No centro do escudo há um desenho circular, denominado "The Flow", com 18 linhas que representam as 18 cidades do condado de San Diego. No topo do escudo há um arco com a marca “San Diego”, representando placas monumentais que adornam os bairros da cidade.
O San Diego FC contratou a agência de design Pupila, consultora de design da Costa Rica, para desenvolver a identidade do clube. Uma série de logotipos secundários com "The Flow" e uma marca "SD" também fizeram parte da inauguração. San Diego FC foi usado como nome provisório e espaço reservado no momento do anúncio da expansão em maio de 2023; a equipe é a décima primeira na MLS a usar o sufixo "FC". O nome e o brasão, que foram divulgados pelo The Athletic um dia antes da inauguração em outubro, tiveram uma recepção geralmente negativa online. Os produtos da equipe no evento esgotaram e foram complementados com a inauguração de um espaço pop-up no shopping Mission Valley em novembro.
A primeira camisa do time foi lançada em 13 de dezembro de 2024. É composta por fundo azul escuro com detalhes em branco e "debrum gradiente" de vermelho a azul nas laterais. O uniforme alternativo é branco com detalhes em azul marinho e azul claro e foi lançado em fevereiro de 2025 com o nome "Woven Into One". Edições futuras do uniforme alternativo estão planejadas para destacar artistas locais no programa "Community Kit".

### Patrocínio
| Temporada | Fabricante do kit | Patrocinador da camisa | Patrocinador de manga |
| --------- | ----------------- | ---------------------- | --------------------- |
| 2025–     | Adidas            | DirecTV                | –                     |

A equipe anunciou seu primeiro patrocínio de camisa com a DirecTV em 18 de julho de 2024.

## Cultura
O San Diego FC tem sete grupos de torcedores oficialmente reconhecidos que formam o San Diego Independent Supporters Union, que recebeu 3.000 assentos em pé no estádio do clube.

## Transmissões
Todas as partidas da temporada regular do clube são transmitidas globalmente pelo MLS Season Pass, um serviço de streaming online operado pela marca Apple TV. A transmissão de rádio em inglês é realizada pela KGB (760 AM) com comentários detalhados de Adrian Garcia Marquez e uma série de analistas convidados, incluindo Marvell Wynne, Sal Zizzo e Warren Barton. A transmissão de rádio em espanhol na XEPE (1700 AM), uma afiliada da TUDN Radio, é liderada pelo locutor play-by-play Ricardo Pony Jiménez.

## Estádio e instalações

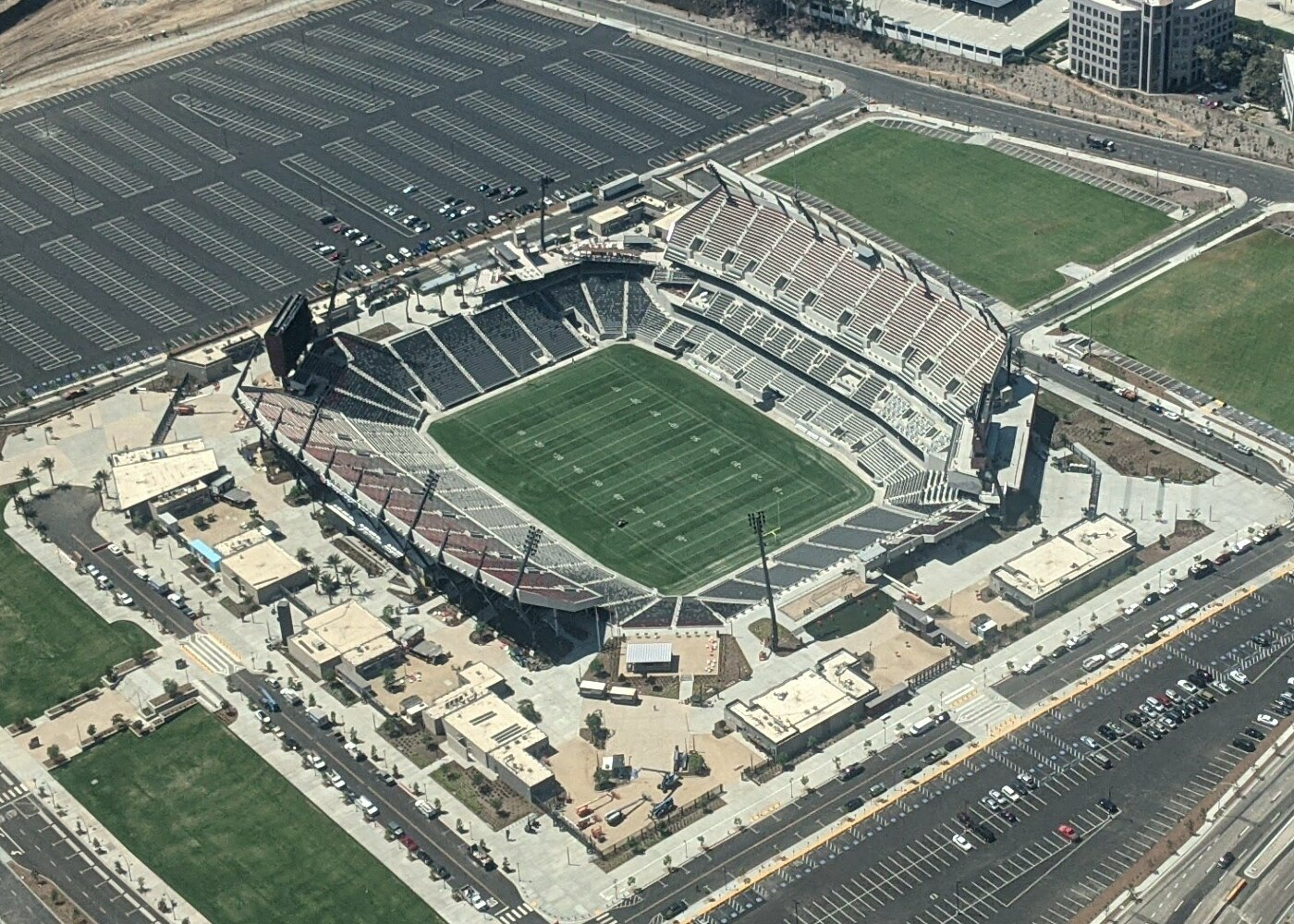
Vista aérea do Snapdragon Stadium, futura sede do time

O San Diego FC jogará partidas em casa no Snapdragon Stadium, um local ao ar livre com 35.000 lugares inaugurado em 2022 no antigo local do San Diego Stadium. O estádio está localizado no campus da Universidade Estadual de San Diego em SDSU Mission Valley e é usado principalmente pela universidade para jogos de futebol americano universitário. É também a casa do San Diego Wave FC da NWSL e do San Diego Legion da Major League Rugby (MLR). O estádio também sediou amistosos internacionais e competições da CONCACAF desde 2023, incluindo a final da Copa Ouro Feminina da CONCACAF de 2024.
O Snapdragon Stadium foi construído de acordo com as especificações do futebol com vários equipamentos que atendem aos padrões da MLS; a capacidade do estádio é maior do que a maioria dos estádios específicos de futebol, mas não possui telhado ou outra proteção contra intempéries. O estádio também possui 20 suítes luxuosas e assentos ao lado do campo. De acordo com o The San Diego Union-Tribune, o San Diego FC assinou um contrato de arrendamento em maio de 2023 com a Universidade Estadual de San Diego para uso do estádio, que deverá custar 200 mil dólares por partida. O time dividiria os vestiários com o time de futebol da universidade e teria prioridade de agendamento atrás deles, mas à frente do San Diego Wave FC. O clube também receberá 1,75 milhão de dólares dos direitos de nomeação do estádio pagos pela Qualcomm como parte do contrato de arrendamento.
As instalações de treinamento da equipe estão planejadas para serem construídas em um local de 28 acres adjacente ao Singing Hills Golf Resort, na reserva Sycuan, a leste de El Cajon. O campus será compartilhado com a academia juvenil Right to Dream e centrado em um edifício de 4.600 m2 com cinco campos de tamanho normal e meio campo. O antigo Singing Hills Hotel será reformado e transformado em dormitórios para jogadores e funcionários da academia. A construção começou em novembro de 2023 e está prevista para ser concluída até 2025, com os primeiros programas da academia começando no final daquele ano. A sede da equipe fica em um espaço alugado no bairro Little Italy, em San Diego.

## Propriedade e gestão
A equipe é propriedade de Mohamed Mansour um empresário e político anglo-egípcio, e a Sycuan Band of the Kumeyaay Nation. O Grupo Mansour também possui o clube dinamarquês FC Nordsjælland e a Right to Dream Academy, que possui instalações em Gana, Egito e Dinamarca. Uma filial da Right to Dream Academy está planejada para ser aberta em El Cajon com instalações residenciais para 120 a 160 jogadores, de acordo com o The San Diego Union-Tribune. A Sycuan Band é a primeira tribo nativa americana a possuir parte de um time de futebol profissional nos Estados Unidos e a segunda a ter participação acionária em qualquer time esportivo profissional depois da Tribo Mohegan em Connecticut. O grupo de proprietários também inclui o jogador dos Padres, Manny Machado, o desenvolvedor Brad Termini e vários executivos da Right to Dream. Tom Penn foi nomeado diretor executivo do clube em 18 de maio de 2023; ele foi anteriormente presidente do Los Angeles FC. Em 20 de novembro de 2024, o clube anunciou que o futebolista espanhol Juan Mata se juntou ao seu grupo proprietário.

## Elenco
Última atualização: 5 de agosto de 2025.

### Comissão técnica
Última atualização: 20 de dezembro de 2024.

## Recordes

### Treinadores
- Inclui jogos da temporada regular, playoffs, Copa dos Campeões da CONCACAF, Copa das Ligas e Lamar Hunt U.S. Open Cup.

 Última atualização: 23 de julho de 2025.
| Treinador   | Nacionalidade  | Início                 | Fim      | Jogos | Vitórias | Derrotas | Empates | % vitórias |
| ----------- | -------------- | ---------------------- | -------- | ----- | -------- | -------- | ------- | ---------- |
| Mikey Varas | Estados Unidos | 16 de setembro de 2024 | presente | 24    | 13       | 4        | 7       | 54%        |